# 一方的独立宣言
一方的独立宣言（英: Unilateral declaration of independence）とは、独立宣言のうち当事者間の合意が取れないまま一方的に宣言に踏み切った場合のものを指す。この用語は、1965年にローデシアがイギリスからの独立を宣言した際に初めて使用された。

## 事例
ローデシアによる一方的独立宣言以外の有名な例では、1776年のアメリカ独立宣言、1945年のインドネシア独立宣言、2008年のコソボ独立宣言などが知られている。
1991年、ユーゴスラビア連邦からの独立を計画するクロアチアとスロベニアに対し、米国はバルカン半島で大規模戦争が発生する可能性があるとして一方的独立宣言の中止を要請し、また仮に一方的独立宣言を行った場合、国境線の不変更などを定めたヘルシンキ最終議定書に基づき両共和国を承認しないと警告した。にもかかわらず、両共和国はユーゴスラビアからの独立を宣言した。
2010年、国際司法裁判所は勧告的意見で一方的独立宣言は国際法違反ではないとする判断を示した。